# Škoda X
Škoda X  (dříve Škoda Auto DigiLab) je česká společnost zaměřující se na vývoj mobility a digitálních služeb spadající pod společnost Škoda Auto. Byla založena v roce 2017 a jejím sídlem je pražská Brumlovka. V roce 2021 měla ve svém portfoliu přes 50 projektů v oblasti multimodální mobility, elektromobility a Smart City, přičemž zaměstnávala okolo 40 zaměstnanců. Společnost je provozovatlem služeb jako jsou HoppyGo, Citymove nebo digitální platforma HoppyGoMobility.
V zahraničí společnost získává hardwarové i softwarové technologie pro Škoda Auto, přičemž spolupracuje s technologickými firmami či startupy. 
V roce 2023 byla společnost přejmenována z Škoda Auto DigiLab na Škoda X. 

## Provozované služby

### Pay2Park

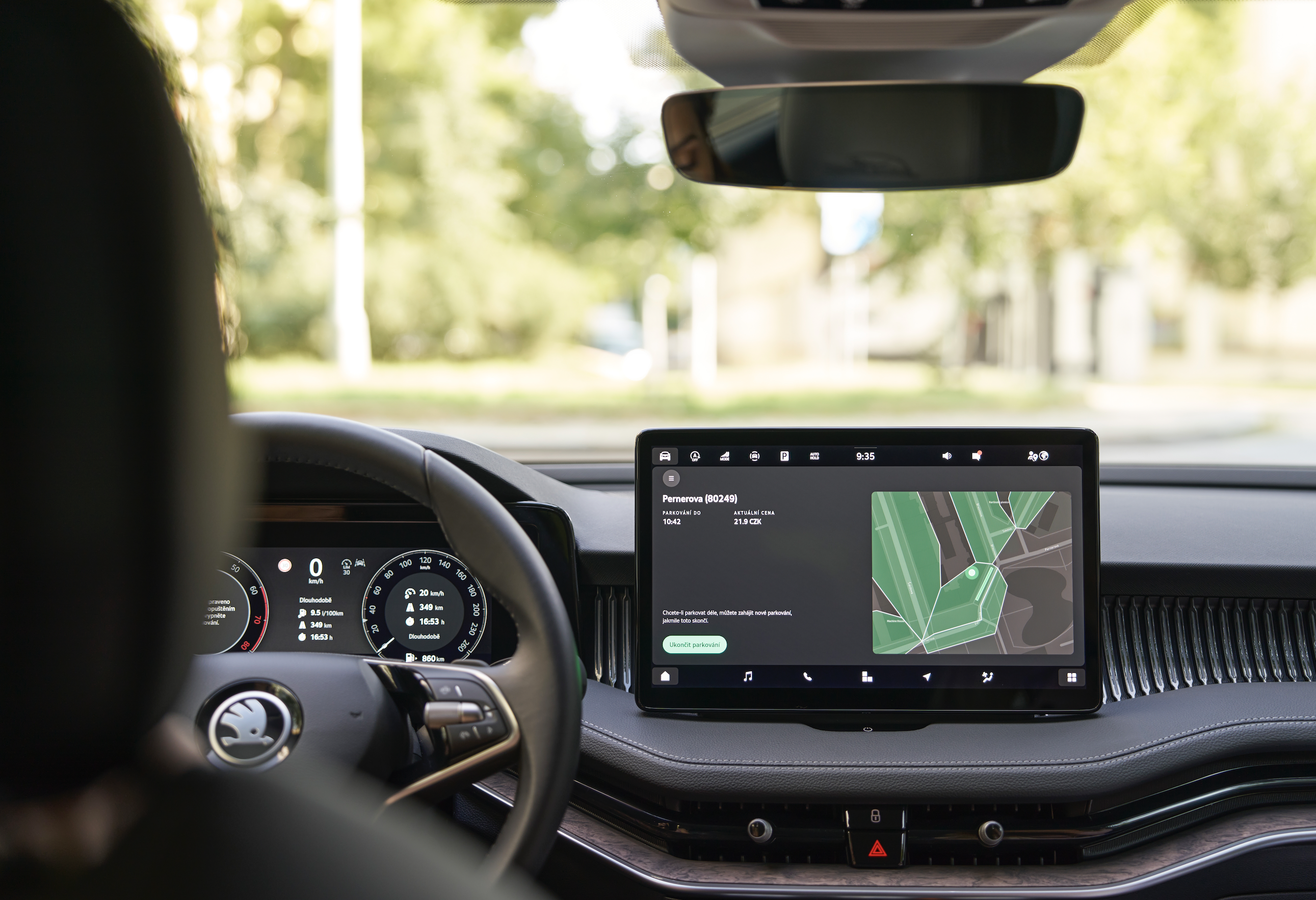
PaytoPark

Služba umožňující řidičům vozů Škoda zaplatit za parkování prostřednictví Infotainmentu vozu. Je dostupná v 15. evropských zemích a spravuje přibližně 500.000 parkovacích zón. Od konce roku 2024 je dostupná také v České republice.

### Pay2Fuel
Služba umožňující řidičům vozů Škoda aktivovat tankovací stojan u čerpací stanice a zaplatit za tankování prostřednictví Infotainmentu vozu. Aktuálně je dostupná v 9. evropských zemích a využít ji lze na cca 6000 čerpacích stanicicích.

### Citymove
Multimodální aplikace najde a srovná cesty různými dopravními prostředky po Praze a jejím okolí. Implementována je pražská hromadná doprava a příměstské vlaky, carsharing HoppyGo, elektrické skútry BeRider a taxislužba Liftago.

### HoppyGo
P2P (peer-to-peer) platforma pro sdílená vozidla, přes kterou lze pronajímat vozidla.

## Bývalé služby

### BeRider

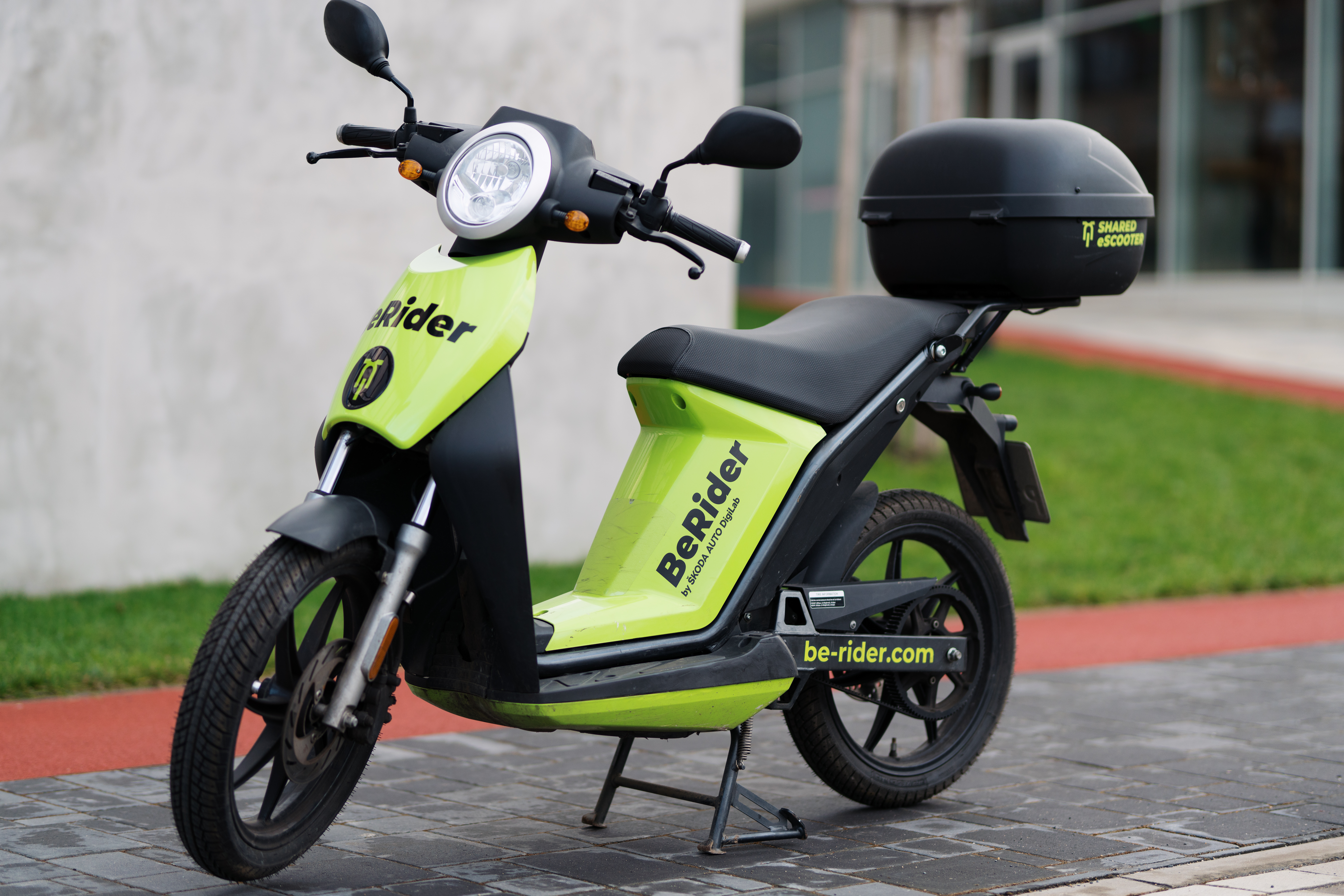
Elektrický skútr služby BeRider

Jednalo se o službu sdílených elektrických skútrů, které byly doplňkem městské mobility v Praze. Mezi lety 2020 až 2022 se jich po Praze vyskytovalo několik stovek. Přes mobilní aplikaci si uživatel může skútr ve své blízkosti zarezervovat, odemknout a následně vypůjčit.

### Uniqway
Služba pro sdílení aut zaměřená na studenty a univerzitní pracovníky. Do projektu byla zahrnuta Česká zemědělská univerzita, České vysoké učení technické a Vysoká škola ekonomická

## Izraelská pobočka
ŠKODA AUTO DigiLab Israel Ltd., je izraelská odnož, která zahájila svou činnost v Tel Avivu na začátku roku 2018. Spolupracuje s firmami jako jsou například Chakratec, Anagog a Intervyo.